# Charles Ginsburg
Charles Paulson Ginsburg (* 27. Juli 1920 in San Francisco; † 9. April 1992 in Eugene, Oregon) war ein US-amerikanischer Pionier der Magnetbandaufzeichnungstechnik.
Er erlangte seinen Bachelor 1948 an der San José State University und arbeitete dann bis 1951 bei der San Francisco area radio station. Danach holte Alexander M. Poniatoff ihn zu Ampex, wo er das Forschungsteam leitete, das den ersten Videorekorder entwickelte. Er realisierte die seit den 1930er Jahren bekannte Idee des rotierenden Magnetkopfes (vgl. Schrägspuraufzeichnung). Er war bis zu seiner Pensionierung im Jahr 1986 für Ampex tätig, zuletzt als Vizepräsident für Technik.
Ginsburg war seit 1973 Mitglied der National Academy of Engineering, die ihn in ihrem Nachruf als Erfinder und maßgeblichen Entwickler der Video-Magnetbandaufzeichnungstechnik für die sofortige Wiedergabe ehrt.
Im Jahr 1990 wurde er in die amerikanische National Inventors Hall of Fame aufgenommen, im Jahr 2000 in die Consumer Electronics Hall of Fame. Er hielt verschiedene amerikanische Patente.

## Auszeichnungen
- David Sarnoff Award der Society of Motion Picture and Television Engineers (SMPTE) (1957),
- Vladimir K. Zworykin Award des Institute of Radio Engineers (1958)[4],
- Valdemar Poulsen Gold-Medaille der Danish Academy of Technical Sciences (1960),
- Howard N. Potts Medaille des Franklin Institutes (1969),
- John Scott Preis des City of Philadelphia Board of Directors of Trusts, Video Achievement Preis der ehemaligen International Tape/Disc Association (1975)

## US-Patente
- US-Patent 3,003,025
- US-Patent 2,968,692
- US-Patent 2,956,114
- US-Patent 2,921,990
- US-Patent 2,916,547
- US-Patent 2,916,546
- US-Patent 2,866,012